# Storage Resource Management
Lo Storage Resource Management (o SRM) consiste in un insieme di componenti software che controllano e producono dati utili su questioni che riguardano il buon funzionamento, la configurazione, la disponibilità, le prestazioni e il livello di utilizzo di specifiche risorse di memorizzazione dei dati condivise in rete.

## Componenti funzionali
- Asset Management : rileva e memorizza tutto l'hardware di storage fisico presente sulla rete.
- Capacity Management : registra informazioni  riguardanti i supporti di storage fisico, come le unità disco, e le risorse di storage logico, come lo spazio inutilizzato su determinati volumi.
- Chargeback : è un sistema di contabilità che tiene traccia delle capacità di storage e delle altre risorse di rete collegate allo storage, utilizzate da ciascun utente.
- Configuration Management : determina come organizzare al meglio lo storage fisico di rete attualmente disponibile, come i sottosistemi a disco e le SAN.
- Data/Device/Media Migration : consente il trasferimento da un sistema a un altro di grandi quantità di dati, come per esempio può essere il caso di un data warehouse.
- Events Management and Alerts : notifica agli amministratori di sistema gli errori verificatisi sui dispositivi di storage presenti nella rete, come nel caso di un guasto ad un'unità disco, e registra tutti gli eventi.
- Performance Management : offre una vista dinamica delle prestazioni di applicazioni, server e sottosistemi, come nel caso di un eccessivo I/O rilevato sui server applicativi.
- Policy Management : specifica le regole per la gestione di hardware, file, utenti, attività pianificate e supporti.
- Quota/Space Management : ottimizza l'utilizzo dei dischi, assegnando specifiche porzioni di spazio su disco agli utenti finali e recuperando lo spazio inutilizzato.
- Removable Media Management : registra la cronologia delle attività di supporti quali  dischi ottici, hard disk esterni e altre tipologie di storage rimovibili.